# Чо Бьон Дик
Чо Бьон Дик (кор. 조병득, нар. 26 травня 1958) — південнокорейський футболіст, що грав на позиції воротаря. По завершенні ігрової кар'єри — тренер.
Виступав за клуби «Аллелуя» та «ПОСКО Атомс», а також національну збірну Південної Кореї.

## Клубна кар'єра
Народився 26 травня 1958 року. Вихованець футбольної команди Університету Мьонджі.
У дорослому футболі дебютував 1981 року виступами за команду клубу «Аллелуя», в якій провів шість сезонів.
1987 року перейшов до клубу «ПОСКО Атомс», за який відіграв чотири сезони. Більшість часу, проведеного у складі «ПОСКО Атомс», був основним голкіпером команди. Завершив професійну кар'єру футболіста виступами за команду «Пхохан Стілерс» у 1990 році.

## Виступи за збірну
1978 року дебютував в офіційних матчах у складі національної збірної Південної Кореї. Протягом кар'єри у національній команді, яка тривала 12 років, провів у формі головної команди країни 43 матчі, пропустивши 29 голів.
У складі збірної був основним голкіпером на кубку Азії 1980 року в Кувейті, де корейці лише у фінальній грі поступилися господарям турніру і здобули «срібло» континентальної першості. 
1986 року був у заявці збірної на тогорічний чемпіонат світу в Мексиці, проте на цьому турнірі був лише дублером О Йон Гьо і на поле не виходив.
Останнім великим турніром для гравця став кубок Азії 1988 року в Катарі, де він знову був основним воротарем, а його команда знову дійшла до фіналу, в якому цього разу поступилася Саудівській Аравії.

## Кар'єра тренера
Розпочав тренерську кар'єру, повернувшись до футболу після невеликої перерви, 1994 року, ставши тренером воротарів у тренерському штабі збірної Південної Корея (U-23).
Протягом 1997–1998 років був головним тренером команди клубу «Аллелуя», після чого тренував воротарів в клубах «Чонбук Хьонде Моторс», «Чоннам Дрегонс» та «Сувон Самсунг Блювінгз».
| Дата       | Місто        | Господарі         | Результат             | Гості             | Турнір                     | Голи | Примітки |
| ---------- | ------------ | ----------------- | --------------------- | ----------------- | -------------------------- | ---- | -------- |
| 12-9-1979  | Тегу         | Південна Корея    | 6 – 0                 | Шрі-Ланка         | Кубок Президента 1979      | -    |          |
| 16-9-1979  | Інчхон       | Південна Корея    | 9 – 0                 | Бангладеш         | Кубок Президента 1979      | -    |          |
| 1-2-1980   | Джидда       | Саудівська Аравія | 0 – 0                 | Південна Корея    | товариський матч           | -    |          |
| 23-8-1980  | Сеул         | Південна Корея    | 2 – 0                 | Малайзія          | Кубок Президента 1980      | -    |          |
| 25-8-1980  | Чхунчхон     | Південна Корея    | 3 – 0                 | Індонезія         | Кубок Президента 1980      | -    |          |
| 27-8-1980  | Теджон       | Південна Корея    | 4 – 0                 | Таїланд           | Кубок Президента 1980      | -    |          |
| 16-9-1980  | Ель-Кувейт   | Південна Корея    | 1 – 1                 | Малайзія          | Кубок Азії 1980 - 1-й етап | -1   |          |
| 19-9-1980  | Ель-Кувейт   | Катар             | 0 – 2                 | Південна Корея    | Кубок Азії 1980 - 1-й етап | -    |          |
| 21-9-1980  | Ель-Кувейт   | Кувейт            | 0 – 3                 | Південна Корея    | Кубок Азії 1980 - 1-й етап | -    |          |
| 28-9-1980  | Ель-Кувейт   | Південна Корея    | 2 – 1                 | Північна Корея    | Кубок Азії 1980 - півфінал | -1   |          |
| 30-9-1980  | Ель-Кувейт   | Кувейт            | 3 – 0                 | Південна Корея    | Кубок Азії 1980 - фінал    | -3   |          |
| 11-2-1981  | Мехіко       | Мексика           | 4 – 0                 | Південна Корея    | товариський матч           | -4   |          |
| 8-3-1981   | Токіо        | Японія            | 0 – 1                 | Південна Корея    | Щорічний матч Корея-Японія | -    |          |
| 21-4-1981  | Ель-Кувейт   | Південна Корея    | 2 – 1                 | Малайзія          | Відбір до ЧС 1982          | -1   |          |
| 29-4-1981  | Ель-Кувейт   | Кувейт            | 2 – 0                 | Південна Корея    | Відбір до ЧС 1982          | -2   |          |
| 17-6-1981  | Чонджу       | Південна Корея    | 2 – 0                 | Малайзія          | Кубок Президента 1981      | -    |          |
| 21-6-1981  | Пусан        | Південна Корея    | 2 – 0                 | Японія            | Кубок Президента 1981      | -    |          |
| 26-10-1985 | Токіо        | Японія            | 1 – 2                 | Південна Корея    | Відбір до ЧС 1986          | -1   |          |
| 3-11-1985  | Сеул         | Південна Корея    | 1 – 0                 | Японія            | Відбір до ЧС 1986          | -    |          |
| 8-12-1985  | Ірапуато     | Угорщина          | 1 – 0                 | Південна Корея    | Турнір Мексики             | -1   |          |
| 11-12-1985 | Гвадалахара  | Мексика           | 2 – 1                 | Південна Корея    | Турнір Мексики             | -2   |          |
| 16-2-1986  | Гонконг      | Південна Корея    | 1 – 3                 | Парагвай          | Турнір Гонконга            | -3   |          |
| 20-9-1986  | Пусан        | Південна Корея    | 3 – 0                 | Індія             | Азійські ігри              | -    |          |
| 24-9-1986  | Пусан        | Південна Корея    | 0 – 0                 | Бахрейн           | Азійські ігри              | -    |          |
| 28-9-1986  | Пусан        | КНР               | 2 – 4                 | Південна Корея    | Азійські ігри              | -2   |          |
| 1-10-1986  | Пусан        | Південна Корея    | 1 – 1 д.ч. (5-4 п.п.) | Іран              | Азійські ігри              | -1   |          |
| 3-10-1986  | Сеул         | Індонезія         | 0 – 4                 | Південна Корея    | Азійські ігри              | -    |          |
| 5-10-1986  | Сеул         | Південна Корея    | 2 – 0                 | Саудівська Аравія | Азійські ігри              | -    |          |
| 10-6-1987  | Масан        | Південна Корея    | 0 – 0                 | Єгипет            | Кубок Президента 1987      | -    |          |
| 12-6-1987  | Пусан        | Південна Корея    | 1 – 0                 | США               | Кубок Президента 1987      | -    |          |
| 14-6-1987  | Теджон       | Південна Корея    | 4 – 2                 | Таїланд           | Кубок Президента 1987      | -2   |          |
| 21-6-1987  | Сеул         | Південна Корея    | 1 – 1 д.ч. (5-4 п.п.) | Австралія         | Кубок Президента 1987      | -1   |          |
| 17-12-1987 | Куала-Лумпур | Малайзія          | 0 – 1                 | Південна Корея    | Pestabola Merdeka 1987     | -    |          |
| 6-1-1988   | Доха         | Південна Корея    | 1 – 1 д.ч. (4-3 п.п.) | Єгипет            | Афро-Азійський Кубок 1988  | -1   |          |
| 26-10-1988 | Токіо        | Японія            | 0 – 1                 | Південна Корея    | Щорічний матч Корея-Японія | -    |          |
| 3-12-1988  | Доха         | ОАЕ               | 0 – 1                 | Південна Корея    | Кубок Азії 1988 - 1-й етап | -    | ?'       |
| 5-12-1988  | Доха         | Південна Корея    | 2 – 0                 | Японія            | Кубок Азії 1988 - 1-й етап | -    |          |
| 9-12-1988  | Доха         | Катар             | 2 – 3                 | Південна Корея    | Кубок Азії 1988 - 1-й етап | -2   | ?'       |
| 14-12-1988 | Доха         | Південна Корея    | 2 – 1                 | КНР               | Кубок Азії 1988 - півфінал | -1   |          |
| 18-12-1988 | Доха         | Південна Корея    | 0 – 0 д.ч. (3-4 п.п.) | Саудівська Аравія | Кубок Азії 1988 - фінал    | -    |          |
| 23-5-1989  | Сеул         | Південна Корея    | 3 – 0                 | Сінгапур          | Відбір до ЧС 1990          | -    |          |
| 27-5-1989  | Сеул         | Південна Корея    | 3 – 0                 | Малайзія          | Відбір до ЧС 1990          | -    |          |
| 5-6-1989   | Сінгапур     | Малайзія          | 0 – 3                 | Південна Корея    | Відбір до ЧС 1990          | -    |          |
| Усього     |              | Матчів            | 43                    |                   | Голів                      | -29  |          |

## Титули і досягнення
- Переможець Азійських ігор: 1978, 1986
- Срібний призер Кубка Азії: 1980, 1988